# Anacamptis semisaccata
Anacamptis semisaccata är en orkidéart som först beskrevs av E.G.Camus, och fick sitt nu gällande namn av H.Kretzschmar, Eccarius och Helga Dietrich. Anacamptis semisaccata ingår i släktet salepsrötter, och familjen orkidéer. Inga underarter finns listade i Catalogue of Life.